# إدوارد نيومان
إدوارد نيومان (بالإنجليزية: Edward Newman) (و. 1801 – 1876 م) هو عالم نبات، وعالم حشرات من المملكة المتحدة لبريطانيا العظمى وأيرلندا، ولد في لندن، وكان عضوًا في جمعية علم الحيوان في لندن، والأكاديمية الألمانية للعلوم ليوبولدينا، توفي في لندن، عن عمر يناهز 75 عاماً.

## جوائز
حصل على جوائز منها:
- Fellow of the Zoological Society of London ‏
- زمالة الجمعية اللينيانية اللندنية  [لغات أخرى]‏.